# أزهر بن راشد
أزهر بن راشد البصري، راوي حديث مجهول من صغار التابعين. روى له النسائي.

## روايته للحديث النبوي
- روى عن: أنس بن مالك، والحسن البصري.
- روى عنه: العوام بن حوشب.[1]
- الجرح والتعديل: قال أبو حاتم الرازي: «مجهول»، روى له النَّسَائي عن أنس.[1]